# تشارلز بوتير
تشارلز بوتير (18 أبريل 1851 - 6 يونيو 1895) (بالإنجليزية: Charles Potter)‏ هو لاعب كريكت بريطاني.